# Listă de conducători de stat din 578
574 - 575 - 576 - 577 - 578 - 579 - 580 - 581 - 582
Aceasta este o listă a conducătorilor de stat din anul 578:

## Europa
- Anglia, statul anglo-saxon Bernicia: Adda (rege, 571-579)
- Anglia, statul anglo-saxon Deira: Aelle (rege, 558/560-588/590)
- Anglia, statul anglo-saxon Kent: Ethelberht I (rege, 562/565-618)
- Anglia, statul anglo-saxon Sussex: rege necunoscut
- Anglia, statul anglo-saxon Wessex: Ceawlin (rege, 560-591)
- Bavaria: Garibald I (duce din dinastia Agilolfingilor, 555-592)
- Benevento: Zotto (duce, 571-591)
- Bizanț: Justin al II-lea (împărat din dinastia Justiniană, 565-578) și Tiberiu al II-lea Constantin (împărat din dinastia Justiniană, 578-582)
- Francii cu sediul la Metz (Austrasia): Childebert al II-lea (rege, 575-595 sau 596; totodată, rege al francilor cu sediul la Orléans-Burgundia, 593-595 sau 596)
- Francii cu sediul la Orléans: Gunthchramn (rege din dinastia Merovingiană, 561-593)
- Francii cu sediul la Soissons: Chilperich I (rege din dinastia Merovingiană, 561-584)
- Friuli: Grasulf I (duce, 568-cca. 584) și Gisulf I (duce, 568/cca. 584-590)
- Gruzia: Bakur al V-lea (suveran din dinastia Chosroidă, ?-580) (?)
- Longobarzii: interregnum (574-584)
- Scoția, statul picților: Brude (Bredei) (rege, cca. 555-586)
- Scoția, statul celt Dalriada: Aedan (rege, 574-608?)
- Spoleto: Faroald I (duce, 570-592)
- Statul papal: Benedict I (papă, 575-579)
- Suevii: Miro (rege, 570-583)
- Vizigoții: Leovigild (rege, 568-586)

## Asia

### Orientul Apropiat
- Bizanț: Justin al II-lea (împărat din dinastia Justiniană, 565-578) și Tiberiu al II-lea Constantin (împărat din dinastia Justiniană, 578-582)
- Persia: Chosroes I (suveran din dinastia Sasanizilor, 531-579)

### Orientul Îndepărtat
- Cambodgia, statul Tjampa: Rudravarman I (rege din a patra dinastie, 529?-605)
- Cambodgia, statul Chenla: Kambujaraja Lakșmi (regină, cca. 575-cca. 580)
- China: Xuandi (Chen Xu) (împărat din dinastia Chen, 569-582)
- Coreea, statul Koguryo: P'yongwon (Yangsong) (rege din dinastia Ko, 559-590)
- Coreea, statul Paekje: Widok (Ch'ang) (554-598)
- Coreea, statul Silla: Chinji (Kumyun) (rege din dinastia Kim, 576-579)
- India, statul Chalukya: Kirtivarman I Ranaparahrama (566/567-597/598)
- India, statul Pallava: Simhavișnu (rege din a doua dinastie, cca. 574-cca. 600)
- Japonia: Bidatsu (împărat, 572-585)
- Sri Lanka: Aggabodhi I (rege din dinastia Silakala, 559-592)
- Vietnam, imperiul Van-Xuan: Ly Phat Tu (Hau-de) (împărat din dinastia Ly timpurie, 571-603)